# Johannes Antonius Marinus Bron
Johannes Antonius Marinus (Jan) Bron (Den Helder, 15 november 1862 - Driebergen, 19 januari 1936) was een Nederlands militair en bevelhebber der zeestrijdkrachten in Nederlands-Indië.
Bron was de zoon van de Helderse predikant Godfried Eliza Bron en Jacoba Petronella van de Laar. Hij volgde zijn opleiding aan het Koninklijk Instituut voor de Marine en vervulde vervolgens verschillende functies bij de Nederlandse Marine. Hij nam als luitenant ter zee der tweede klasse deel aan de Atjeh-oorlog. Nadien was hij werkzaam bij het Ministerie van Marine in Den Haag, waar hij onder meer hoofd personeelszaken was.
In 1908 bevorderd tot de rang van viceadmiraal werd Bron in 1916 benoemd tot  commandant der Zeemacht in Nederlands-Indië, hetgeen hij tot 1920, afzwaaiend, zou blijven.
Hij was de vader van de latere verzetsstrijders Karel en Hendrik Bron.

## Staat van dienst

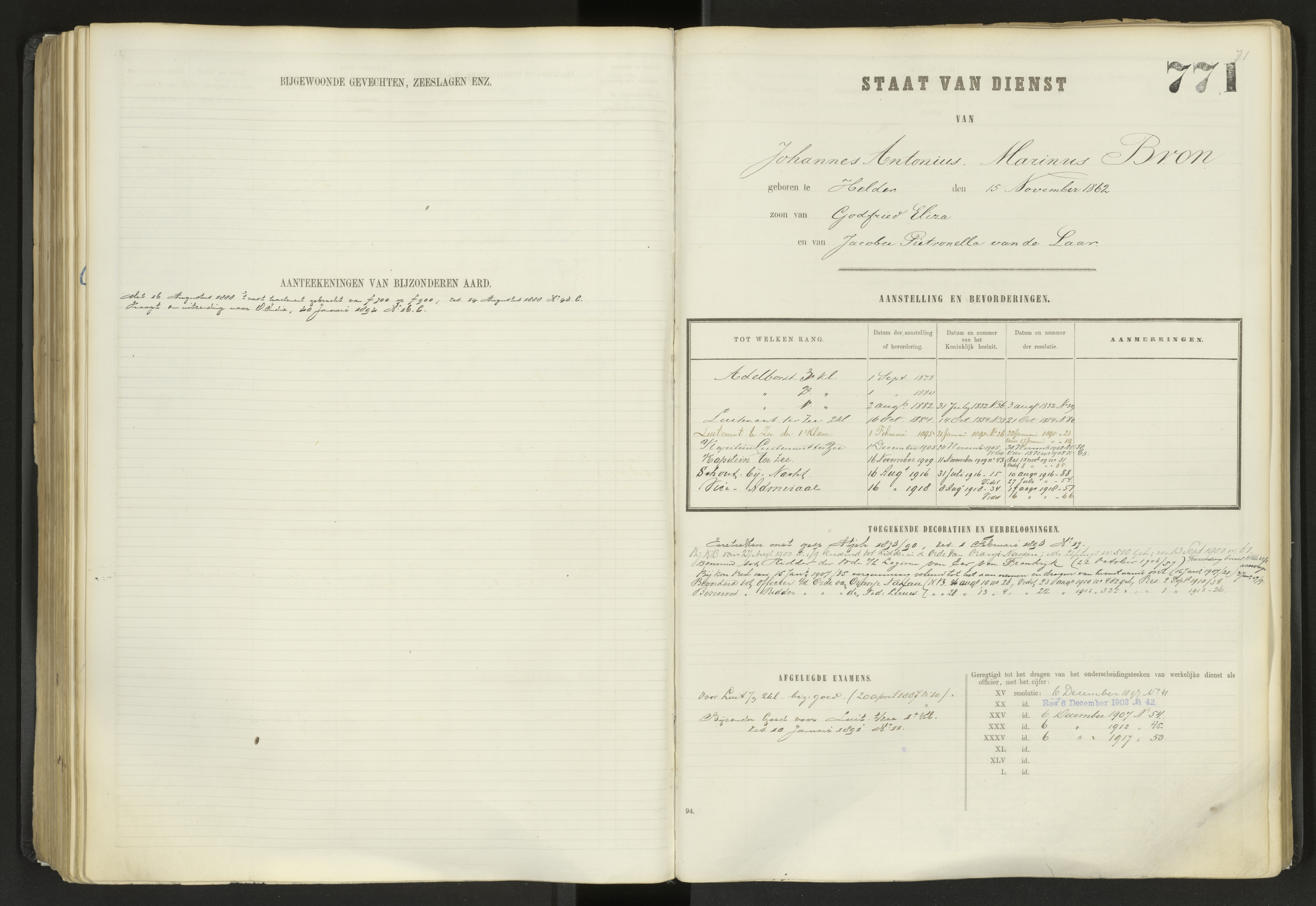
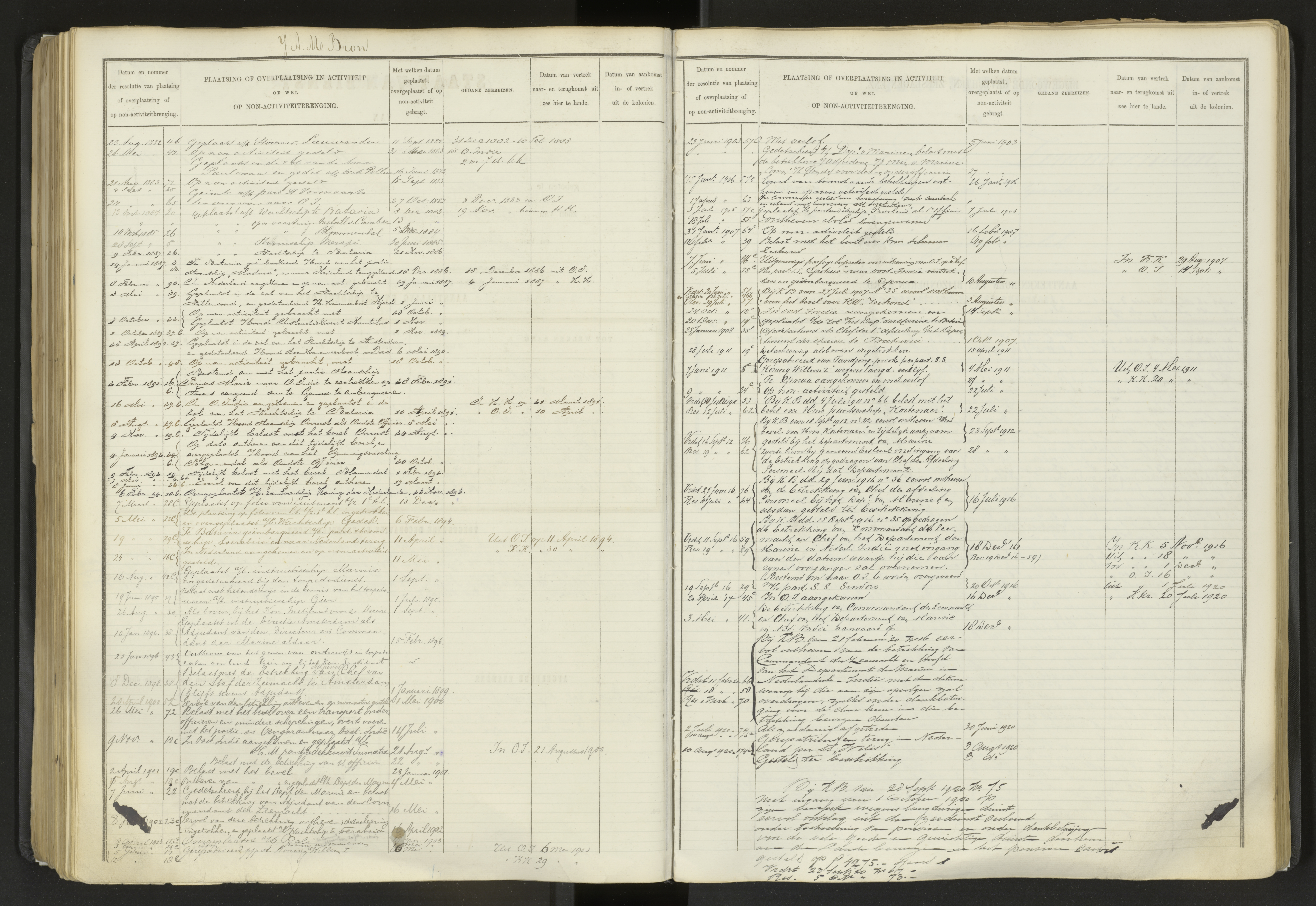

## Onderscheidingen
- Ridder in de Orde van de Nederlandse Leeuw
- Officier in de Orde van Oranje-Nassau
- Ereteken voor Belangrijke Krijgsbedrijven met gesp: "Atjeh 1873-1890"
- Onderscheidingsteken voor Langdurige Dienst als officier "XXXV"
- Ridder in het Legioen van Eer